# Dūgheshk
Dūgheshk (persiska: دوغشک) är en ort i Iran.   Den ligger i provinsen Khorasan, i den nordöstra delen av landet, 700 km öster om huvudstaden Teheran. Dūgheshk ligger 1 411 meter över havet och antalet invånare är 633.
Terrängen runt Dūgheshk är platt österut, men västerut är den kuperad. Runt Dūgheshk är det ganska glesbefolkat, med 25 invånare per kvadratkilometer. Närmaste större samhälle är Torbat-e Ḩeydarīyeh, 5,4 km söder om Dūgheshk. Runt Dūgheshk är det i huvudsak tätbebyggt.